# Shanghái
Shanghái (en chino, 上海; pinyin, Shànghǎiⓘ; en shanghainés, Zaon⁶he⁵ⓘ) es la ciudad más poblada de China y una de las más grandes del mundo. Administrativamente, es uno de los cuatro municipios a nivel central. Cuenta con más de 24 millones de habitantes. Situada en la China del Este, Shanghái yace en el delta del río Yangtsé, centrada en la costa del mar de la China Oriental y es administrada al máximo nivel con la categoría de municipio de control directo.
El área donde se sitúa la ciudad fue colonizada y asentada por los refugiados que huían de los mongoles hacia el 960-1126 d. C. Antiguamente se dedicaba a la pesca y textiles pero su importancia creció en el siglo XIX debido a su localización estratégica como puerto de mar, a la imposición occidental de abrirse al tráfico internacional establecida por el Tratado de Nankín en 1842 y a la ocupación de su territorio por medio de la «Concesión Internacional de Shanghái» a favor de catorce potencias extranjeras.
Shanghái fue floreciendo como eje comercial entre China y las potencias coloniales y como nodo financiero y comercial a partir de 1930. La población occidental comenzó a abandonar la zona a comienzos de la guerra del Pacífico en 1941 hasta que finalmente, tras la revolución y guerra civil, en 1949 la actividad de Shanghái se redujo considerablemente dejando de recibir inversión extranjera. Con las reformas económicas durante la década de 1990, Shanghái experimentó un espectacular crecimiento financiero y turístico, siendo sede de numerosas empresas multinacionales y vanguardistas rascacielos. Actualmente es el mayor puerto del mundo por volumen de mercancías.
La ciudad es un destino turístico por sus monumentos como el Bund, el Templo del Dios de la Ciudad, los rascacielos del Pudong y como centro cosmopolita de la cultura y el diseño.Actualmente Shanghái es descrita habitualmente como la «pieza estrella» de la economía de mayor crecimiento del mundo inmersa en una competición con Cantón y el área urbana del río Perla, por convertirse en la mayor urbe de China.
Administrativamente, Shanghái es una de las cuatro municipalidades de la República Popular China administradas directamente por el gobierno central del país. Shanghái es la capital económica de China. Ocupa una superficie de 6340 km². El dialecto local es el shanghainés, una variedad de chino wu (吳語, wúyǔ).

## Toponimia
Los dos sinogramas de Shanghái (上, shàng, y 海, hǎi) significan literalmente ‘arriba, sobre, o por encima’ y ‘mar’, respectivamente. La primera mención de este nombre data de la dinastía Song (siglo XI), momento en el que en la zona ya existía una confluencia de ríos y una ciudad con ese nombre. La interpretación local oficial dice que se refiere a ‘el tramo alto del mar’. Algunos historiadores chinos han concluido que debido a los cambios en la línea costera y el nivel del mar durante la dinastía Tang, Shanghái se hallaba literalmente sobre el mar.Sin embargo, otra lectura, sobre todo en mandarín, añade el sentido de ‘ir hacia el mar’, algo coherente con su estatus de puerto marítimo. Al voltear el orden de los sinogramas resulta Hǎishàng (海上) un topónimo más poético usado a menudo en relación con las artes y gastronomía shanghainesas.
Shanghái es abreviado en chino como Hù (沪) aunque otro alias común es Shēn (申). El primero deriva de un antiguo nombre del río Wusong, Hu Du (沪渎), mientras que el segundo proviene del nombre de Chunshen Jun (春申君), un noble local y venerado héroe del Reino Chu en el siglo III a. C. cuyo territorio incluye la zona de Shanghái.

## Historia

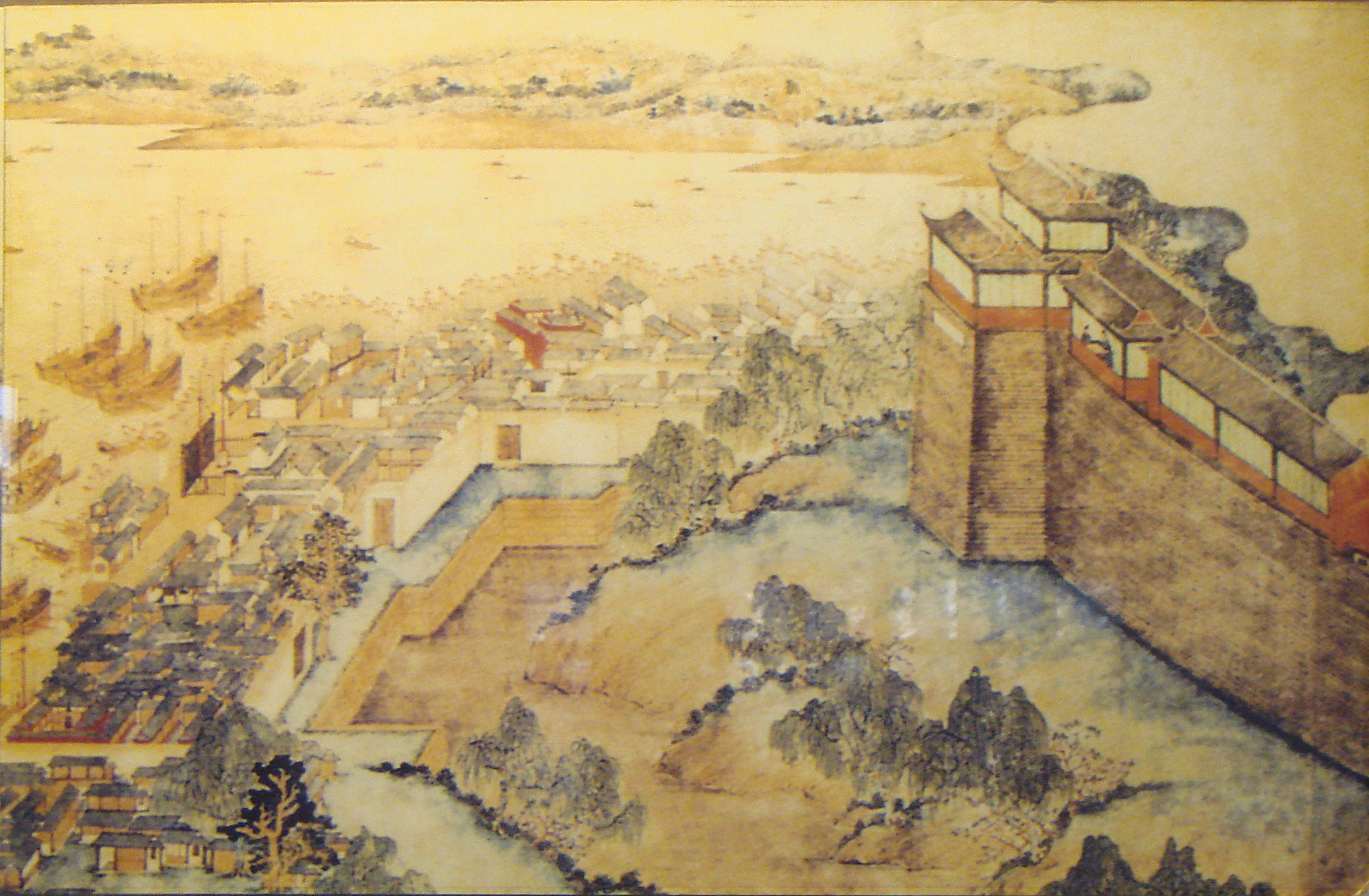
Muros de la ciudad vieja de Shanghái. Pintura del

Shanghái empezó a cobrar importancia como ciudad durante la dinastía Han cuando se empezaron a desarrollar la pesca y la industria de la sal. En 1074, durante la dinastía Song Shanghái fue ascendida de la categoría de aldea (cun) a pueblo comercial (zhen) y en 1172, se construyó un segundo rompeolas para estabilizar la costa del océano complementando el dique existente.
En la dinastía Yuan desde 1292 hasta que se convirtió oficialmente en ciudad en 1297, fue considerada un mero distrito (xian) administrado por la prefectura (fu) de Songjiang (松江). En el siglo XII Shanghái era ya un centro importante de la industria del algodón.
A principios del siglo XIX, Shanghái se convirtió en el principal centro industrial y comercial de China debido a su situación estratégica, cercana al río Yangzi, que facilitaba el comercio con Occidente. Al finalizar la primera guerra del Opio, en 1842, los británicos exigieron, por medio del Tratado de Nankín, que Shanghái y otros puertos se abrieran al comercio internacional, de manera que varias zonas de la ciudad quedaron bajo «concesiones»: inglesa, francesa y estadounidense. En 1932, Shanghái era la quinta ciudad más grande del mundo y hogar de 70 000 extranjeros.
En 1937, tras la batalla de Shanghái, la ciudad cayó en manos de los japoneses. Esta ocupación duró hasta 1945. Durante la Segunda Guerra Mundial se convirtió en punto de refugio de miles de europeos.

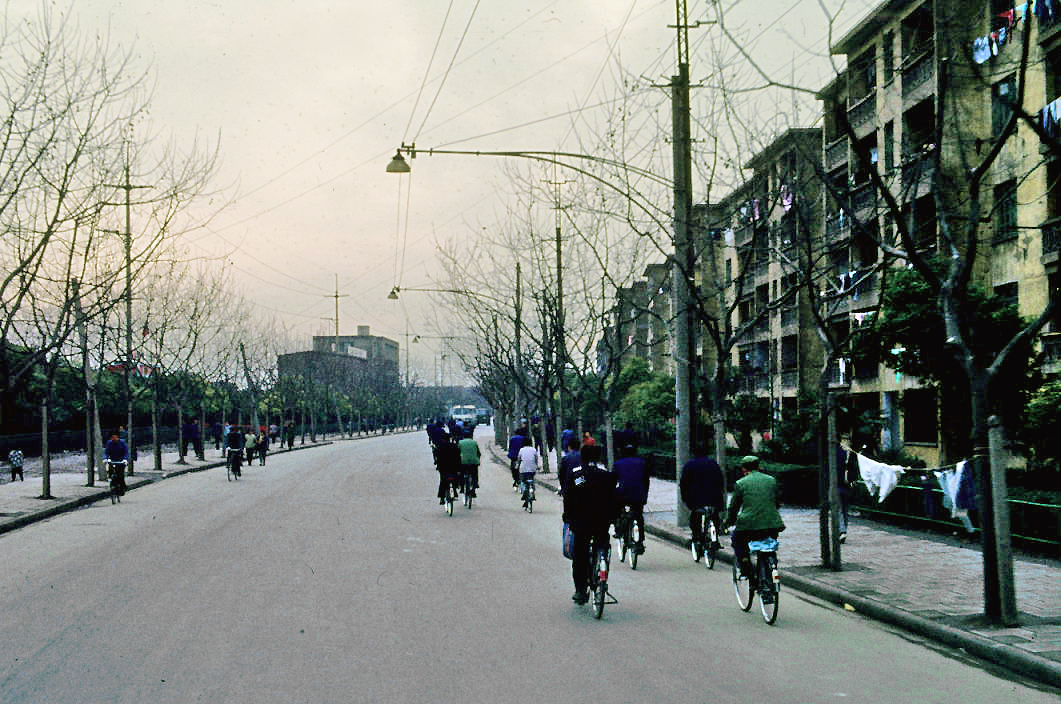
Calle de Shanghái a finales de la década de 1970

Con el triunfo de la Revolución China en 1949, muchos de los empresarios extranjeros desplazaron sus negocios a Hong Kong. Sin embargo, Shanghái recuperó su importancia económica con rapidez en los años 1980 y 1990, y hoy en día es uno de los motores industriales de China.

## Geografía
Asentada en el delta del río Yangtze, costa este de China, Shanghái está aproximadamente equidistante entre las ciudades de Pekín y Hong Kong. La municipalidad engloba la península situada entre el río Yangtze y la bahía de Hangzhou, la isla de Chongming (la tercera más grande de China) y varias pequeñas islas. Limita al norte y oeste con la provincia de Jiangsu, al sur con Zhejiang y al este con el mar de China Oriental. El río Huangpu, afluente del Yangtze, divide la ciudad en dos: en su ribera occidental se halla el casco o centro histórico, Puxi, y en la oriental surge el distrito financiero, Pudong.
Shanghái se asienta en una llanura aluvial, por lo que la mayoría de sus 6218 km² está formada por un terreno llano de 4 metros de elevación media sobre el nivel del mar. El punto más alto se encuentra en la isla Dajinshan con 103 metros. Es por ello que sus nuevos rascacielos necesitan ser construidos con cimientos profundos y fuertes para evitar su hundimiento. La ciudad posee diversos ríos, canales, riachuelos y lagos, siendo conocida por la riqueza del agua del área drenada del lago Taihu.
Durante los años 1950 el gobierno popular levantó, en lo que antiguamente era el hipódromo creado por los británicos, la plaza del Pueblo en la que se instalaron edificios emblemáticos como el Ayuntamiento, el museo de Shanghái o el Gran teatro de Shanghái. Por otra parte, en Lujiazui, el CBD de Shanghái, se construirán 50 nuevos rascacielos que se sumarán a los 110 ya existentes de aspecto futurista. En dicho distrito se erigió en junio de 2010 el Centro Financiero Internacional de Shanghái, con 492 metros. En febrero de 2015 se abriría el edificio más alto de la ciudad, la Torre de Shanghái, con 632 metros de altura.

Pudong, centro financiero de la ciudad

Sin embargo, la conciencia medioambiental está creciendo y la ciudad está invirtiendo en proyectos de recuperación del entorno, incluido además entre los proyectos de la ciudad la creación nuevos centros culturales que amplíen la oferta dentro de la ciudad. Uno de estos proyectos es la limpieza del pequeño río Suzhou que cruza el centro histórico de la ciudad y que se finalizó en 2008. El gobierno también fomenta el uso de autobuses y taxis GLP de bajo consumo, y aunque la contaminación atmosférica es inferior a otras ciudades chinas como Pekín, su rápido desarrollo la mantienen a un nivel elevado con respecto a otras ciudades del globo en condiciones similares.

## Clima
Aunque Shanghái no está directamente en contacto con el mar (la costa está a 40 kilómetros del centro de la ciudad); la proximidad de la desembocadura del río Yangtze (a 20 kilómetros) y del lago Taihu hacen que la ciudad mantenga unos índices elevados de humedad durante todo el año. Shanghái posee un clima subtropical húmedo (Cfa) con estaciones marcadas: en invierno, los vientos norteños de Siberia causan verdaderos desplomes de temperaturas y se dan 6,2 días de nevadas al año. En verano, las temperaturas y la humedad son altas, haciendo de esta estación otra época muy dura para la población local. La temperatura más alta registrada en la ciudad fue de 42.2 °C y la más baja de -15 °C.

En ocasiones se presentan nieves y notables tormentas de verano. Además, los tifones no son raros en Shanghái, aunque ninguno de ellos ha causado daños de importancia. Las temporadas más suaves y frescas del año son la primavera y el otoño, que suelen ser nubladas y secas. Shanghái disfruta de 1851 horas de sol al año y el período de precipitaciones se concentra entre la primavera y el otoño, con los monzones.
| Parámetros climáticos promedio de Shanghái (Minhang), normales 1991–2020, extremos 1951–presente | Parámetros climáticos promedio de Shanghái (Minhang), normales 1991–2020, extremos 1951–presente | Parámetros climáticos promedio de Shanghái (Minhang), normales 1991–2020, extremos 1951–presente | Parámetros climáticos promedio de Shanghái (Minhang), normales 1991–2020, extremos 1951–presente | Parámetros climáticos promedio de Shanghái (Minhang), normales 1991–2020, extremos 1951–presente | Parámetros climáticos promedio de Shanghái (Minhang), normales 1991–2020, extremos 1951–presente | Parámetros climáticos promedio de Shanghái (Minhang), normales 1991–2020, extremos 1951–presente | Parámetros climáticos promedio de Shanghái (Minhang), normales 1991–2020, extremos 1951–presente | Parámetros climáticos promedio de Shanghái (Minhang), normales 1991–2020, extremos 1951–presente | Parámetros climáticos promedio de Shanghái (Minhang), normales 1991–2020, extremos 1951–presente | Parámetros climáticos promedio de Shanghái (Minhang), normales 1991–2020, extremos 1951–presente | Parámetros climáticos promedio de Shanghái (Minhang), normales 1991–2020, extremos 1951–presente | Parámetros climáticos promedio de Shanghái (Minhang), normales 1991–2020, extremos 1951–presente | Parámetros climáticos promedio de Shanghái (Minhang), normales 1991–2020, extremos 1951–presente |
| Mes                                                                                              | Ene.                                                                                             | Feb.                                                                                             | Mar.                                                                                             | Abr.                                                                                             | May.                                                                                             | Jun.                                                                                             | Jul.                                                                                             | Ago.                                                                                             | Sep.                                                                                             | Oct.                                                                                             | Nov.                                                                                             | Dic.                                                                                             | Anual                                                                                            |
| ------------------------------------------------------------------------------------------------ | ------------------------------------------------------------------------------------------------ | ------------------------------------------------------------------------------------------------ | ------------------------------------------------------------------------------------------------ | ------------------------------------------------------------------------------------------------ | ------------------------------------------------------------------------------------------------ | ------------------------------------------------------------------------------------------------ | ------------------------------------------------------------------------------------------------ | ------------------------------------------------------------------------------------------------ | ------------------------------------------------------------------------------------------------ | ------------------------------------------------------------------------------------------------ | ------------------------------------------------------------------------------------------------ | ------------------------------------------------------------------------------------------------ | ------------------------------------------------------------------------------------------------ |
| Temp. máx. abs. (°C)                                                                             | 22.1                                                                                             | 27.0                                                                                             | 29.6                                                                                             | 34.3                                                                                             | 36.4                                                                                             | 37.5                                                                                             | 40.9                                                                                             | 39.9                                                                                             | 38.2                                                                                             | 36.0                                                                                             | 28.7                                                                                             | 23.4                                                                                             | 40.9                                                                                             |
| Temp. máx. media (°C)                                                                            | 8.7                                                                                              | 10.7                                                                                             | 14.8                                                                                             | 20.6                                                                                             | 25.5                                                                                             | 28.3                                                                                             | 32.8                                                                                             | 32.3                                                                                             | 28.5                                                                                             | 23.6                                                                                             | 17.9                                                                                             | 11.5                                                                                             | 21.3                                                                                             |
| Temp. media (°C)                                                                                 | 4.9                                                                                              | 6.6                                                                                              | 10.4                                                                                             | 15.8                                                                                             | 20.9                                                                                             | 24.4                                                                                             | 28.8                                                                                             | 28.5                                                                                             | 24.7                                                                                             | 19.5                                                                                             | 13.7                                                                                             | 7.3                                                                                              | 17.1                                                                                             |
| Temp. mín. media (°C)                                                                            | 1.9                                                                                              | 3.3                                                                                              | 6.8                                                                                              | 11.9                                                                                             | 17.2                                                                                             | 21.5                                                                                             | 25.8                                                                                             | 25.7                                                                                             | 21.6                                                                                             | 15.9                                                                                             | 10.1                                                                                             | 3.9                                                                                              | 13.8                                                                                             |
| Temp. mín. abs. (°C)                                                                             | −10.1                                                                                            | −7.9                                                                                             | −5.4                                                                                             | −0.5                                                                                             | 6.9                                                                                              | 12.3                                                                                             | 16.3                                                                                             | 18.8                                                                                             | 10.8                                                                                             | 1.7                                                                                              | −4.2                                                                                             | −8.5                                                                                             | -10.1                                                                                            |
| Precipitación total (mm)                                                                         | 70.4                                                                                             | 65.4                                                                                             | 95.4                                                                                             | 82.5                                                                                             | 93.2                                                                                             | 207.3                                                                                            | 148.0                                                                                            | 187.1                                                                                            | 118.1                                                                                            | 68.4                                                                                             | 59.4                                                                                             | 50.3                                                                                             | 1245.5                                                                                           |
| Días de precipitaciones (≥ 0.1 mm)                                                               | 10.9                                                                                             | 10.2                                                                                             | 12.9                                                                                             | 11.3                                                                                             | 11.2                                                                                             | 14.5                                                                                             | 11.7                                                                                             | 12.4                                                                                             | 9.8                                                                                              | 7.4                                                                                              | 9.1                                                                                              | 8.3                                                                                              | 129.7                                                                                            |
| Días de nevadas (≥ 1 mm)                                                                         | 1.8                                                                                              | 1.4                                                                                              | 0.4                                                                                              | 0                                                                                                | 0                                                                                                | 0                                                                                                | 0                                                                                                | 0                                                                                                | 0                                                                                                | 0                                                                                                | 0.1                                                                                              | 0.7                                                                                              | 4.4                                                                                              |
| Horas de sol                                                                                     | 114.8                                                                                            | 117.9                                                                                            | 143.8                                                                                            | 168.1                                                                                            | 176.8                                                                                            | 131.2                                                                                            | 209.4                                                                                            | 202.3                                                                                            | 163.7                                                                                            | 162.1                                                                                            | 131.1                                                                                            | 129.7                                                                                            | 1850.9                                                                                           |
| Humedad relativa (%)                                                                             | 74                                                                                               | 73                                                                                               | 72                                                                                               | 71                                                                                               | 73                                                                                               | 80                                                                                               | 78                                                                                               | 78                                                                                               | 76                                                                                               | 73                                                                                               | 74                                                                                               | 72                                                                                               | 74.5                                                                                             |
| Fuente: China Meteorological Administration                                                      |                                                                                                  |                                                                                                  |                                                                                                  |                                                                                                  |                                                                                                  |                                                                                                  |                                                                                                  |                                                                                                  |                                                                                                  |                                                                                                  |                                                                                                  |                                                                                                  |                                                                                                  |

## Demografía
El éxito económico de Shanghái ejerce una gran atracción en millones de chinos. Para controlar la afluencia de gente, el gobierno de la ciudad creó un sistema de registro para los residentes con permiso de residencia en Shanghái. La población se ha mantenido estable a pesar de que Shanghái es la ciudad económicamente dominante en China, después de un rápido aumento de población en los años cincuenta y ochenta. A partir de los años noventa, el aumento ha sido más lento.

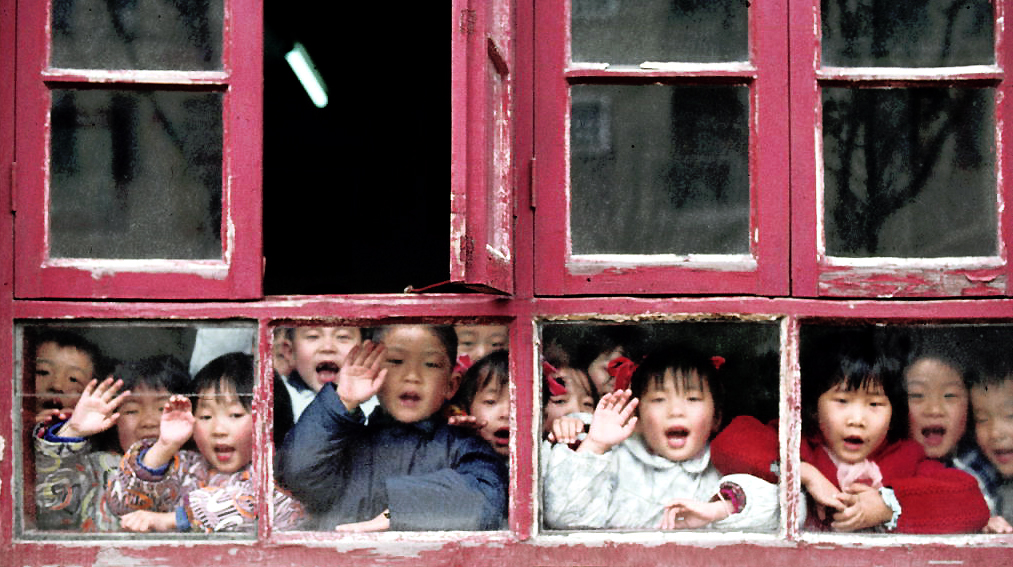
Niños en una guardería del distrito de Minhang en la década de 1970

En 1957 había 6,9 millones de personas en la ciudad, y 50 años después, en 2007, la cifra era de 17,7 millones de habitantes. La densidad de población en la ciudad es de 12 946 habitantes por kilómetro cuadrado. En la municipalidad, la densidad de población es de 2903 habitantes por kilómetro cuadrado y en ella hay 18,4 millones de personas. De ellos, 14,7 millones de residentes están registrados con residencia permanente (户/户口, hùkǒu) y 4,7 millones de residentes están registrados con residencia temporal (流动人口/流动人口, liúdòng rénkǒu).
El crecimiento de la población está siendo impulsado únicamente por la inmigración interna china, (está prohibida la inmigración extranjera, como sí ocurre en Occidente), debido a que el crecimiento natural de residentes permanentes es muy bajo por la enorme disminución en la natalidad (algo característico hasta la fecha en todas las ciudades en China). La tasa anual de crecimiento de los residentes con permiso de residencia era alrededor de 4 % en 1957, este porcentaje cayó rápidamente por debajo del 1 % y, finalmente, en 2000, alcanzó un valor negativo: -0,19 %. La tasa de crecimiento natural era del -0,14 % en 2005, la de natalidad: 6,08 por cada 1000 habitantes, y la de mortalidad: 7,54 por cada 1000 habitantes.
La siguiente tabla muestra el crecimiento histórico de la población de la ciudad tanto sin el área suburbana (las dos primeras) como con ella incluida.
| Año  | Población (sin área suburbana) |
| ---- | ------------------------------ |
| 1800 | 200 000                        |
| 1851 | 250 000                        |
| 1864 | 500 000                        |
| 1879 | 276 000                        |
| 1890 | 375 000                        |
| 1901 | 651 000                        |
| 1910 | 832 500                        |
| 1918 | 1 000 000                      |
| 1926 | 1 500 000                      |
| 1931 | 3 124 000                      |
| 1940 | 3 595 000                      |

| Año  | Población (sin á. u.) |
| ---- | --------------------- |
| 1948 | 4 423 000             |
| 1950 | 4 927 300             |
| 1953 | 6 204 417             |
| 1958 | 6 977 000             |
| 1970 | 7 000 000             |
| 1982 | 6 320 829             |
| 1987 | 7 220 000             |
| 1990 | 7 649 688             |
| 1995 | 8 507 354             |
| 2000 | 8 954 435             |
| 2007 | 9 696 600             |

| Año  | Población (área suburbana incluida) |
| ---- | ----------------------------------- |
| 1982 | 11 859 748                          |
| 1990 | 13 510 000                          |
| 2000 | 16 407 734                          |
| 2008 | 18 398 000                          |
| 2015 | 24 150 000                          |
| 2021 | 24 890 000                          |

## Política

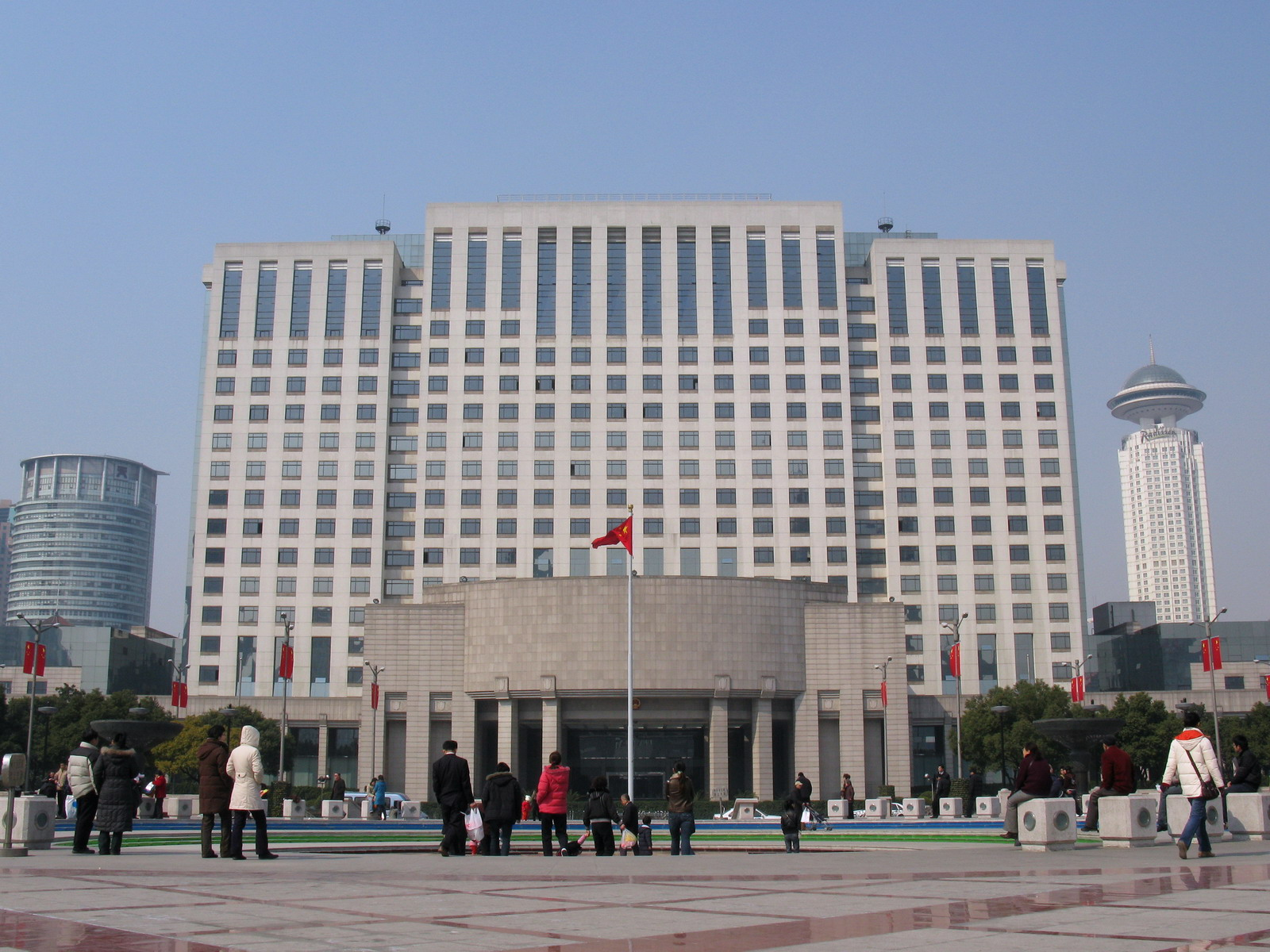
Edificio sede del gobierno municipal de Shanghái

Shanghái ha sido un centro político crucial de China desde el siglo XX. El primer Congreso Nacional del Partido Comunista de China se celebró en Shanghái. Además, muchos de los altos funcionarios del gobierno de China en Pekín, son conocidos por haber ascendido en Shanghái en los 1980 de una plataforma crítica al radicalismo de la Revolución Cultural, lo que les valió el apodo de «Camarilla de Shanghái» durante los años noventa. Los altos cargos de Shanghái, el jefe del partido y el alcalde, tradicionalmente han ocupado un lugar destacado a escala nacional. Cuatro secretarios del Comité municipal del Partido o alcaldes han llegado a tener importantes cargos en el Gobierno Central, incluido el expresidente Jiang Zemin, el ex primer ministro Zhu Rongji y el actual presidente, Xi Jinping.

## Administración
Shanghái es una municipalidad de administración directa, es decir, que está controlada desde el gobierno central al igual que las provincias. Shanghái está dividida en 16 distritos urbanos, aunque cada distrito tiene su propio núcleo urbano, el gobierno de la ciudad y las principales unidades administrativas se encuentran en el distrito de Huangpu, que también sirve de área comercial de la ciudad, incluida la famosa calle Nankín. Muchas universidades en Shanghái están ubicadas en las áreas residenciales de los distritos de Yangpu y Putuo.

### Divisiones de Shanghái

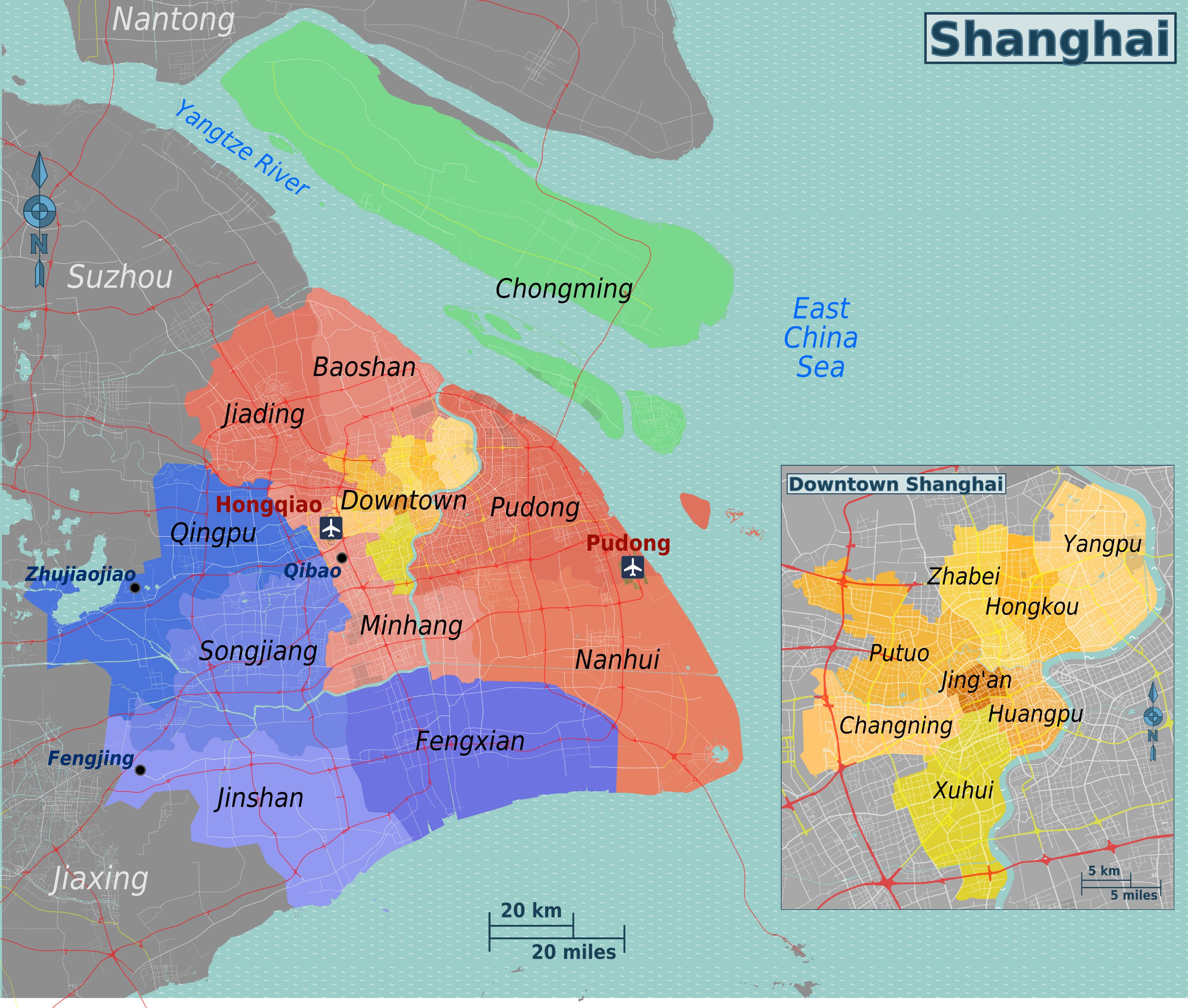
Mapa de los distritos de Shanghái

Ocho de los distritos gobiernan Puxi o el casco antiguo de Shanghái en la orilla oeste del río Huangpu. Esos nueve distritos o barrios son conocidos como el «verdadero Shanghái» (上海市区) o corazón de la ciudad (市中心):
- Distrito Huangpu (黄浦区;  Huángpǔ Qū)
- Distrito Xuhui  (徐汇区 Xúhuì Qū)
- Distrito Changning (长宁区 Chángníng Qū)
- Distrito Jing'an (静安区 Jìng'ān Qū)
- Distrito Putuo (普陀区 Pǔtuó Qū)
- Distrito Zhabei (闸北区 Zháběi Qū) — fusionado a Jing'an en 2015
- Distrito Hongkou (虹口区 Hóngkǒu qū)
- Distrito Yangpu (杨浦区 Yángpǔ Qū)

Siete distritos son ciudades satélite, suburbanos o rurales:
- Distrito de Baoshan (宝山区 Bǎoshān Qū) — condado Baoshan hasta 1988
- Distrito Minhang (闵行区 Mǐnháng Qū) — condado Shanghái hasta 1992
- Distrito Jiading (嘉定区 Jiādìng Qū) — condado Jiading hasta 1992
- Distrito Jinshan (金山区 Jīnshān Qū) — condado hasta 1997
- Distrito Songjiang (松江区 Sōngjiāng Qū) — condado hasta 1998
- Distrito Qingpu (青浦区 Qīngpǔ Qū) — condado hasta 1999
- Distrito Fengxian (奉贤区 Fèngxián Qū) — condado hasta 2001

En la isla de Chongming:
- Distrito de Chongming (崇明县 Chóngmíng Xiàn)

## Economía

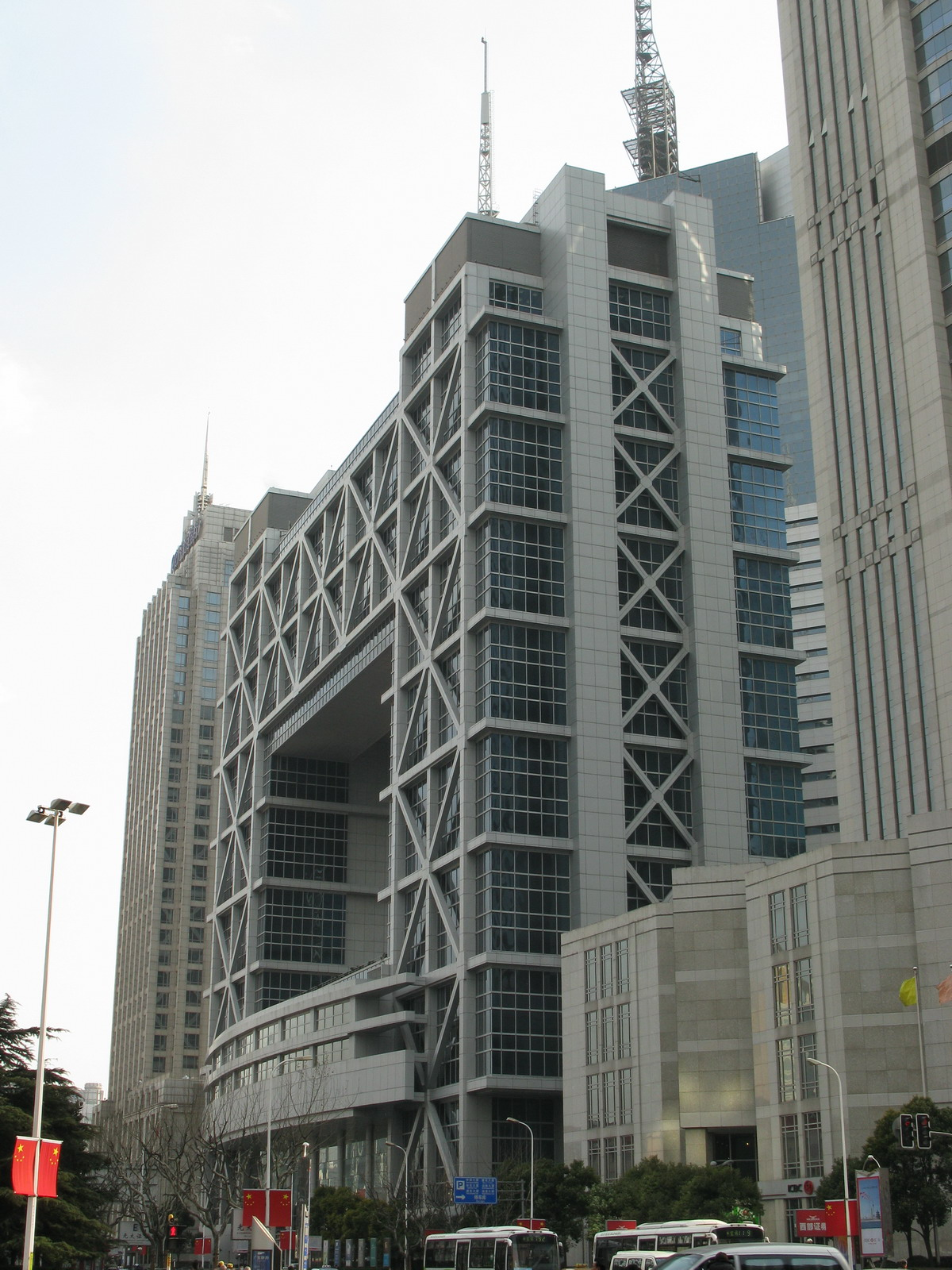
Bolsa de Shanghái en el distrito de Lujiazui

La ciudad de Shanghái es el principal centro comercial y financiero de China y uno de los más importantes del mundo. La Bolsa de Shanghái a pesar de no estar totalmente abierta a los inversores extranjeros ya es considerada la segunda más grande del mundo. El desarrollo moderno comenzó con las reformas económicas de 1992, una década después que muchas provincias del sur, pero desde entonces Shanghái rápidamente superó estas provincias y ha mantenido su papel de centro de negocios en territorio chino. Shanghái también alberga la mayor cuota de mercado en China continental. Es uno de los puertos más activos del mundo, desde 2005 ocupa el primer puesto de los puertos más activos del mundo en términos de carga, manejando un total de 570 millones de toneladas de carga en 2007. Según el tráfico de contenedores, ha superado a Hong Kong para convertirse en el segundo puerto más activo en el mundo, tras Singapur.
Shanghái y Hong Kong rivalizan para ser el centro económico de China, una oficialmente comunista y la otra oficialmente capitalista. Aunque Hong Kong posee un sistema jurídico más fuerte; mejor integración en el mercado internacional; mayor libertad económica y experiencia en servicios y bancos; impuestos inferiores y una moneda plenamente convertible, Shanghái tiene lazos más fuertes con el interior de China, una mejor coordinación con el gobierno central y una mayor base en industria manufacturera y tecnología. Shanghái ha aumentado su papel en las finanzas, banca, y como un importante destino para la sede corporativa, alimentando la demanda de un alto nivel de educación y de trabajo modernizado. La ciudad ha registrado un crecimiento de dos dígitos durante quince años consecutivos desde 1992. En 2007, el PIB nominal creció al 13,3 % (1,2 billones de yuanes) y en 2008 un 9,7 % (1,37 billones de yuanes). 
Como otras muchas áreas en China, Shanghái vive un boom de la construcción. En Shanghái, la arquitectura moderna se caracteriza por su estilo único, sobre todo en los pisos más altos, con varios restaurantes planta superior que se asemejan a platillos volantes. La mayor parte de edificios de Shanghái que se están construyendo hoy en día son de gran altura. En la actualidad existe una fuerte concentración de urbanistas para desarrollar más «zonas verdes» entre los complejos de apartamentos con el fin de mejorar la calidad de vida para los residentes de Shanghái, bastante de acuerdo con el tema «mejor ciudad-mejor vida» de la Expo 2010.
Las zonas industriales destacadas incluyen Z.D.E.T. Shanghái Hongqiao, Z. de Procesamiento Económico de Exportaciones Jinqiao, Z.D.E.T. Minhang y Z.D. de alta y nueva Tecnología Shanghái Caohejing, además del astillero de Jiangnan, entre otros.

### Infraestructuras con impacto económico

#### Rascacielos
La ciudad de Shanghái tiene una gran cantidad de rascacielos de gran altura y diseño. Gran parte de ellos se encuentran en los distritos de Pudong, Huangpu, Xuhui, Jing'an, Changning y Zhabei.

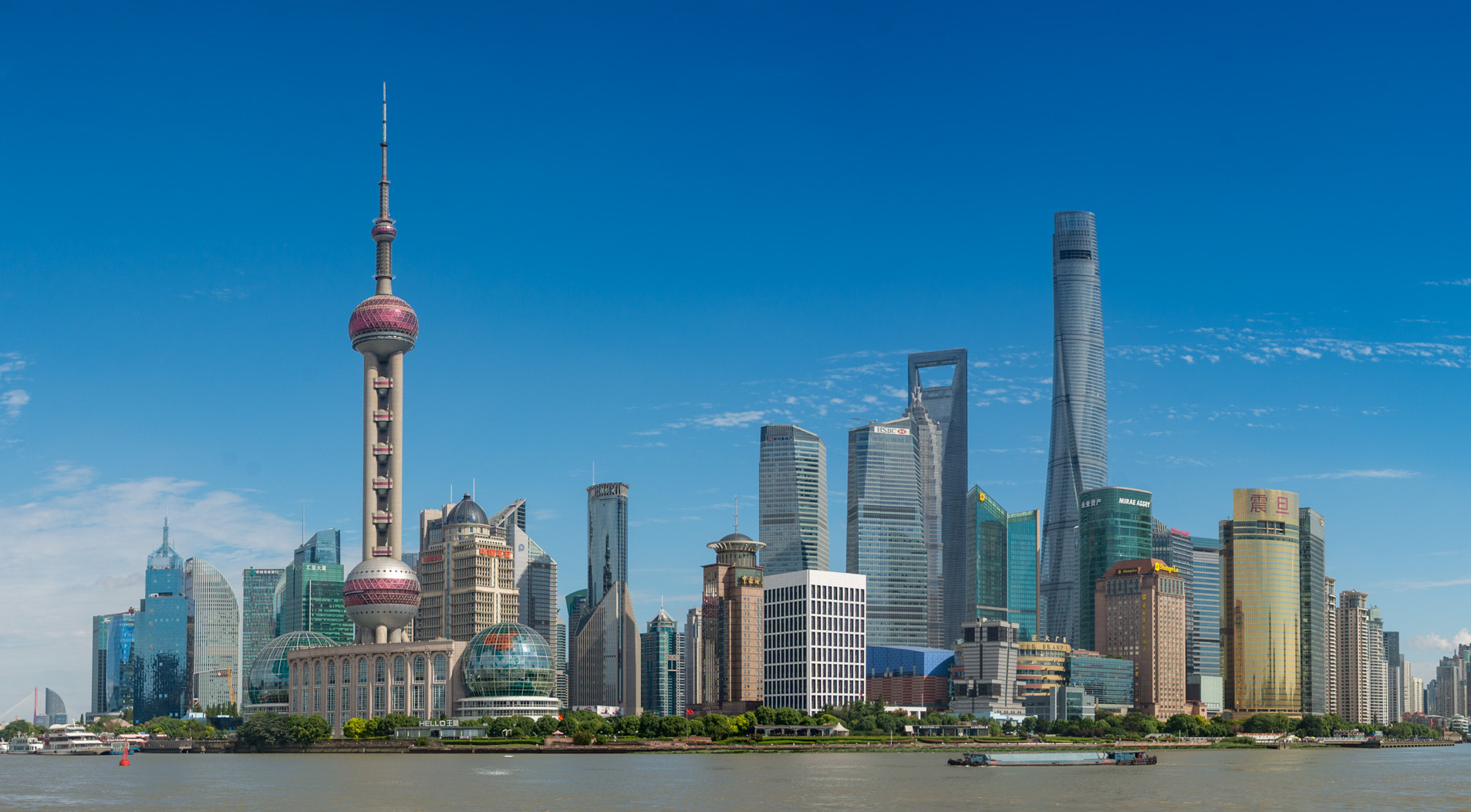
Panorama de Pudong, el distrito financiero de la ciudad

Pudong
En el distrito de Pudong se encuentran gran cantidad de edificios, como el Centro Financiero Internacional (Shanghai World Financial Center, SWFC), el Jin Mao, el One Lujiazui, etc. Destaca sobre los demás la Torre de Shanghái, el tercer rascacielos más alto del mundo. A su vez, hay también grandes proyectos en construcción o aún sin construir; la gran mayoría se encuentra en un pequeño espacio que rodea la famosa sección curva del río Huangpu.
Huangpu
En este distrito hay una gran cantidad de edificios como el Tomorrow Square, la K11, el Shimao International Plaza. La mayoría de estos son de tipo comercial, ya que esta región es una de las más influyentes en la economía de Shanghái. También hay una gran cantidad de edificios hoteleros y residenciales, ya que este es un distrito con grandes atracciones turísticas y, es uno de los más poblados de Shanghái. Un buen ejemplo es el Oasis Skyway Garden Hotel.
Xuhui
Aunque este distrito es principalmente residencial, contiene rascacielos modernos en una de sus partes. Estos son de todo tipo, algunos adornan otras estructuras como estadios, museos, bibliotecas, etc.; entre estos están la Grand Gateway Shanghai.
Jing'an
Aquí hay gran cantidad de edificios, la mayoría de estos se ubican en una pequeña área; entre los cuales destacan el Plaza 66, el Shanghái Plaza Wheelock.
Changning
En el distrito de Changnin, se encuentran una buena cantidad de rascacielos como el Changfeng Hotel, el Cloud Nine, el Maxdo Centre; gran parte de los rascacielos en este distrito superan la barrera de los 150 metros.
Zhabei
En este distrito hay gran cantidad de edificios como el BM Plaza Shanghai o la Greentech Tower.

### Turismo

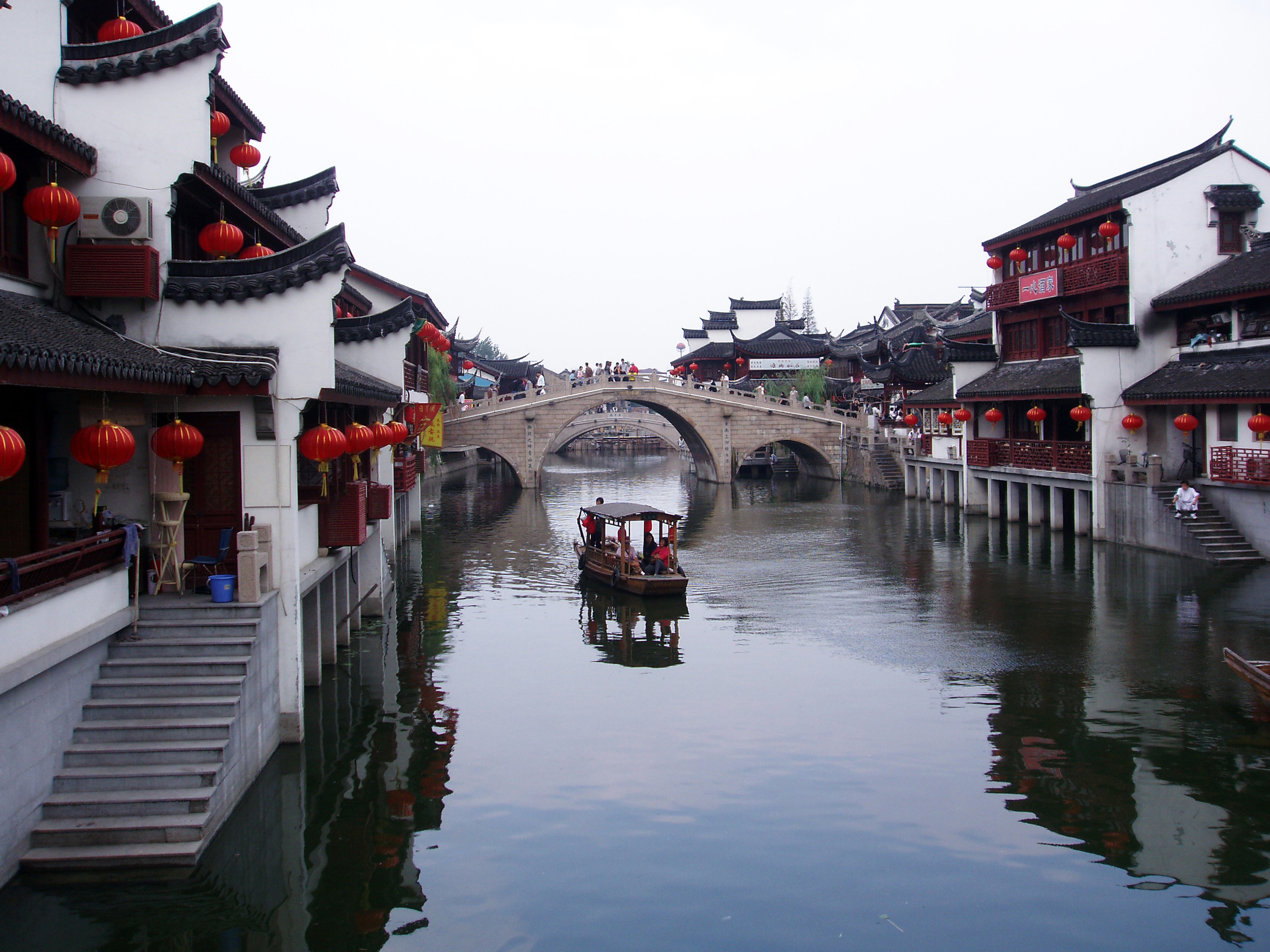
Shanghái conserva algunas zonas muy pintorescas, como este canal del distrito de Minhang.

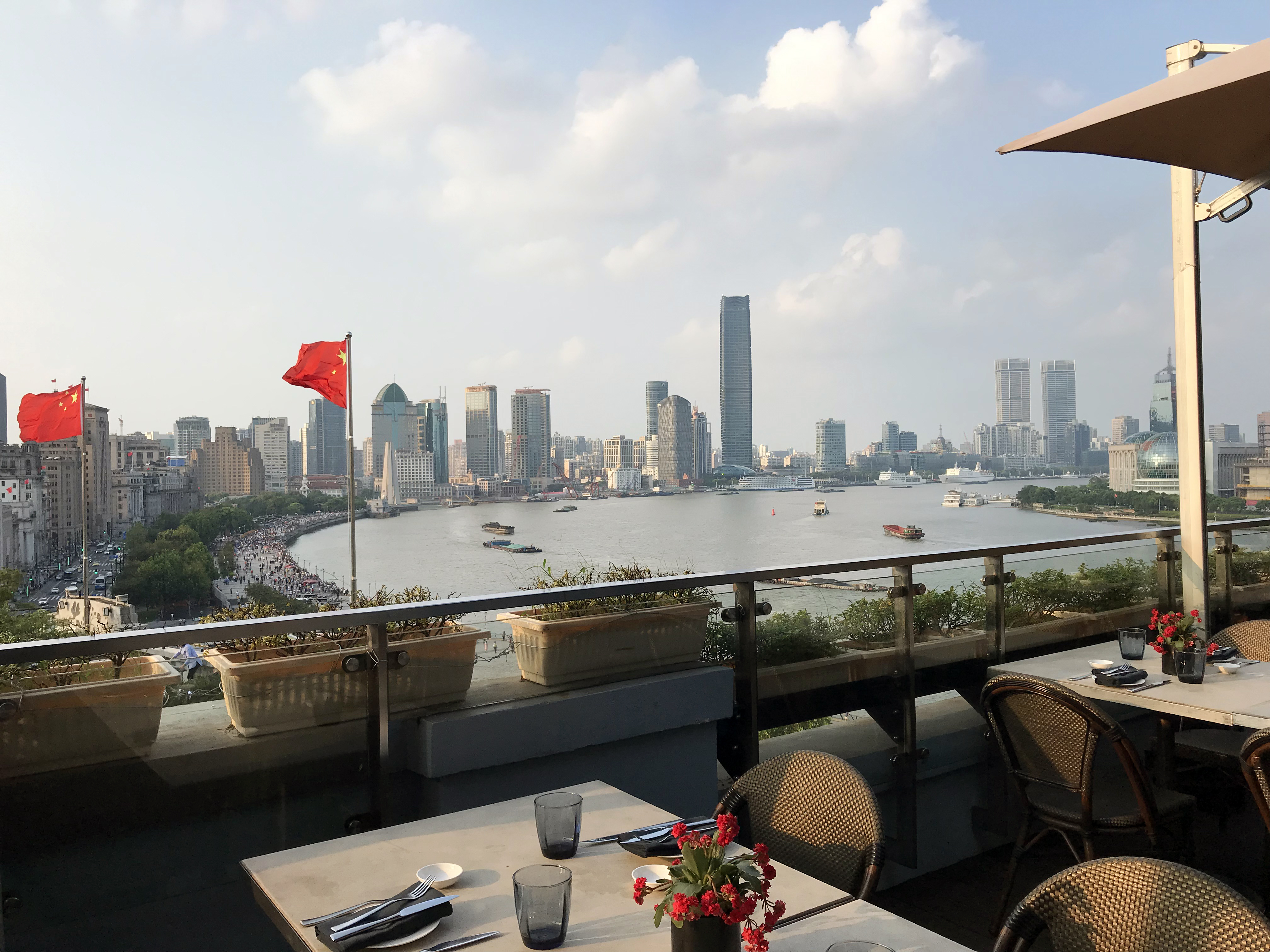
Vista área de Shanghái.

El turismo es un sector importante de la economía china y Shanghái es uno de los emplazamientos favoritos de los turistas a la hora de viajar a China. Por ejemplo, solo en el Día Nacional de China, que forma parte de una de las tres «semanas de oro» turísticas del país, la ciudad recibió a más de 4 millones de turistas.
Una de las atracciones turísticas de la ciudad es su histórico paseo bordeando el río Huangpu, el Bund, donde se sitúan veinticuatro edificios que evidencian los restos del poder colonial británico y que conforman todo un abanico de estilos arquitectónicos tales como románico, gótico, renacentista, barroco, neoclásico, beaux-arts o art decó. Entre ellos destacan la Aduana (con su famosa campana Big Ching en analogía con el Big Ben), el antiguo Banco de Hong Kong y Shanghái, el Peace Hotel y el Banco de China. Este paseo rodeado de clásicas edificaciones contrasta con el moderno y futurista distrito de Pudong, situado enfrente del Bund, a la otra orilla del río y en el que emergen muchos rascacielos y entre ellos la imponente Torre de Televisión Perla de Oriente. La torre es la tercera más alta del mundo con 468 metros y posee tres imponentes esferas. Otra torre imprescindible de la ciudad es la Jin Mao y sus 88 pisos.
Los jardines Yuyuan y el bazar fueron fundados en 1559 por el funcionario Pan Yunduan. Están situados en el centro histórico de la ciudad y han sido restaurados en varias ocasiones debido a que, entre otras cosas, fueron saqueados en el siglo XIX por los occidentales. Otro de los lugares famosos de Shanghái es la Sede del Primer Congreso Nacional del Partido Comunista Chino, convertido ahora en museo que atestigua la reunión que mantuvieron Li Hanjun y Mao Tse-Tung el 23 de julio de 1921 en una de las habitaciones. Fue restaurado en 1998.
La plaza del Pueblo se erige en el antiguo hipódromo de la ciudad y tiene forma de media luna. En ella se encuentran el Gran Teatro de Shanghái, el Salón de Exposición de la Planificación Urbanística, el Edificio Gubernamental municipal y el Museo de Shanghái. A lo largo de la historia de han producido importantes eventos en la plaza como las manifestaciones de la Guardia Roja en los años sesenta y la protesta popular de 1989. Una de las calles que desembocan en la plaza es la mítica y peatonal Nankín, en los que se encuentran numerosas tiendas y comercios, haciendo de ella uno de los principales atractivos para el turismo exterior de Shanghái. Otra calle muy conocida en Shanghái es la de Zhapu lu, repleta de restaurantes, carteles luminosos y un continuo tráfico.

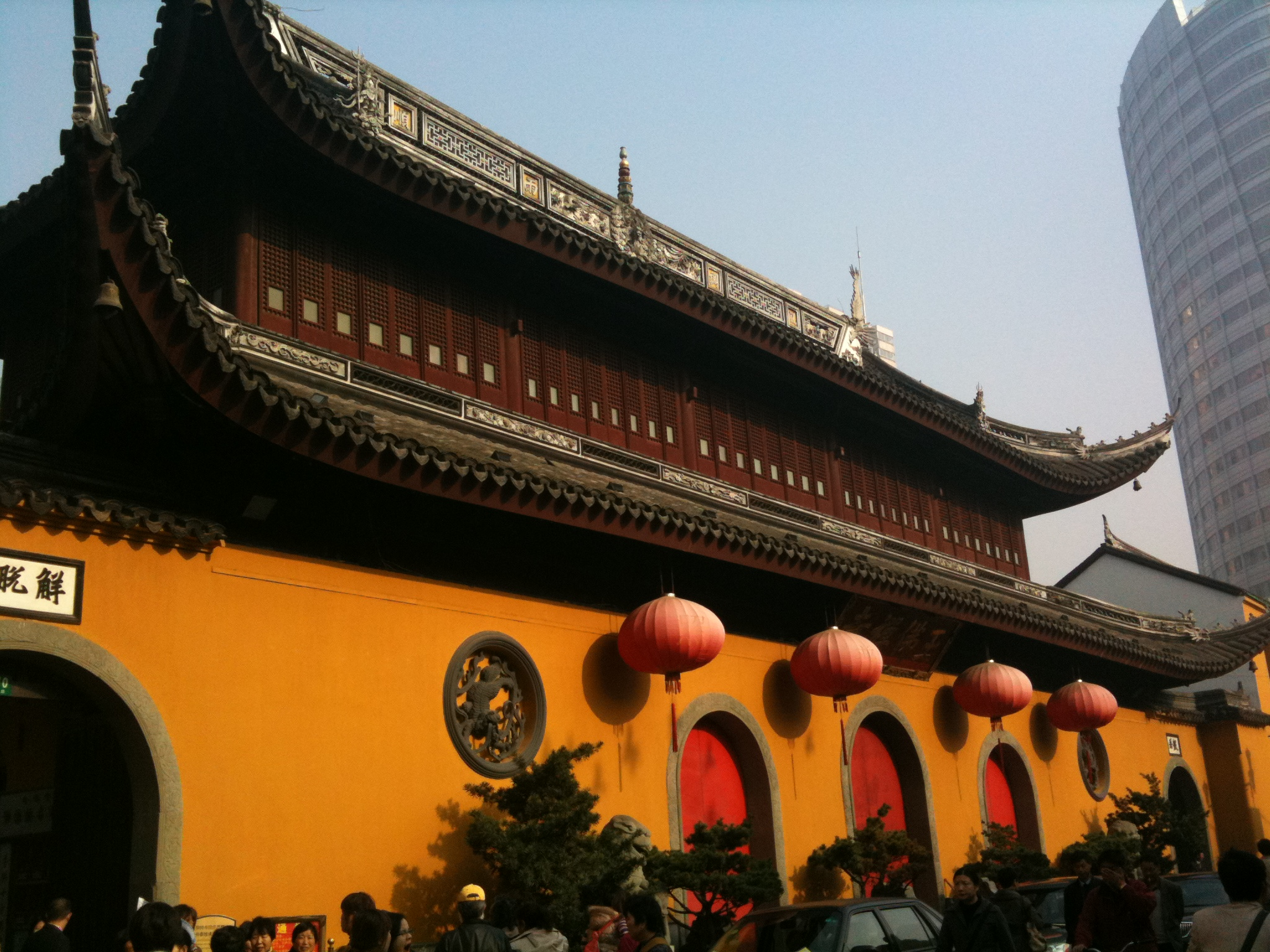
El Templo del Buda de Jade

En el Templo del Buda de Jade pueden hallarse las estatuas de Buda procedentes de la Birmania del siglo XIX y elaboradas con jade.
Xintiandi, por su parte, es una zona de antiguas shikumen (casas tradicionales de Shanghái) reconstruidas y que ahora son una atractiva oferta de ocio con bares, restaurantes, cines y tiendas, situado en el corazón de la ciudad histórica.
Muy populares son también el barrio francés de Shanghái, cuyo legado son una serie de casas de un característico estilo arquitectónico colonial francés, y el Templo Jing’an.

#### Atractivos turísticos
- Shanghái fue elegida en el año 2002 para organizar la Expo 2010.
- Tres de los edificios más altos de China están en Shanghái: la Torre de Shanghái, la Oriental Pearl Tower (Torre de la perla oriental), el rascacielos Jing Mao, y el Centro Financiero Mundial de Shanghái.
- Shanghái organizó el 26 de septiembre de 2004 por primera vez el Gran Premio de China de Fórmula 1.
- Esta ciudad es la única en el mundo que posee un sistema de Transrapid comercial.
- En 2016 se construyó un nuevo parque de atracciones[30] Disney que lleva el nombre de Shanghai Disneyland Resort en el distrito de Pudong y atrae a millones de turistas tanto nacionales como internacionales.

## Transporte

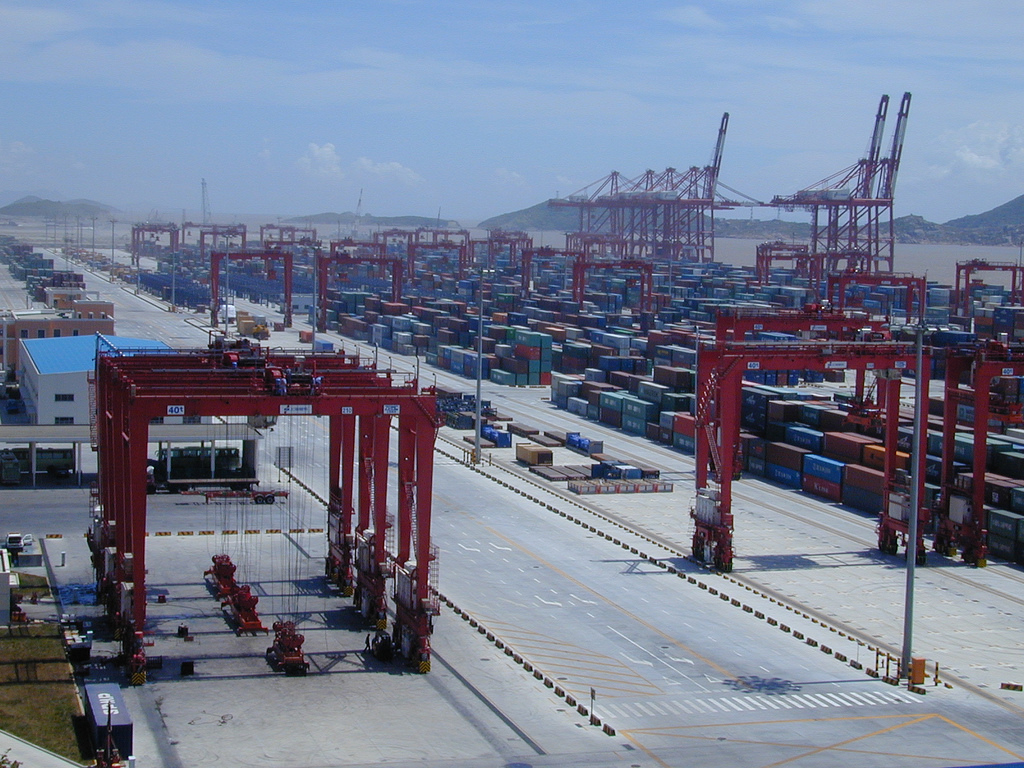
El Puerto de Shanghái, uno de los más importantes del mundo

### Puertos
Los puertos más importantes son:
- Puerto de Wusongkuo (Wusong): el puerto más antiguo de Shanghái, se encuentra en la desembocadura del río Huangpu en el Yangtzé.
- Puerto de Waigaoqiao se encuentra en la marguen derecha (sur) de la desembocadura del río Yangtzé y se trata de la primera zona de libre comercio de China.
- Puerto de aguas profundas de Yangshan: problemas de calado en los otros puertos que impedían la entrada de buques post-panamax contribuyen a la decisión de construir a fines del siglo XX una gran ampliación, que se traducirá en puerto de gran calado de Yangshan. El emplazamiento del puerto fue elegido en las islas de Yangshan, localizadas en la bahía de Hangzhou, a unos 32 km del continente, las cuales cuentan con calados de entre 15 y 20 metros. Para salvar esa distancia se construyó el puente de Donghai.

### Ferrocarriles

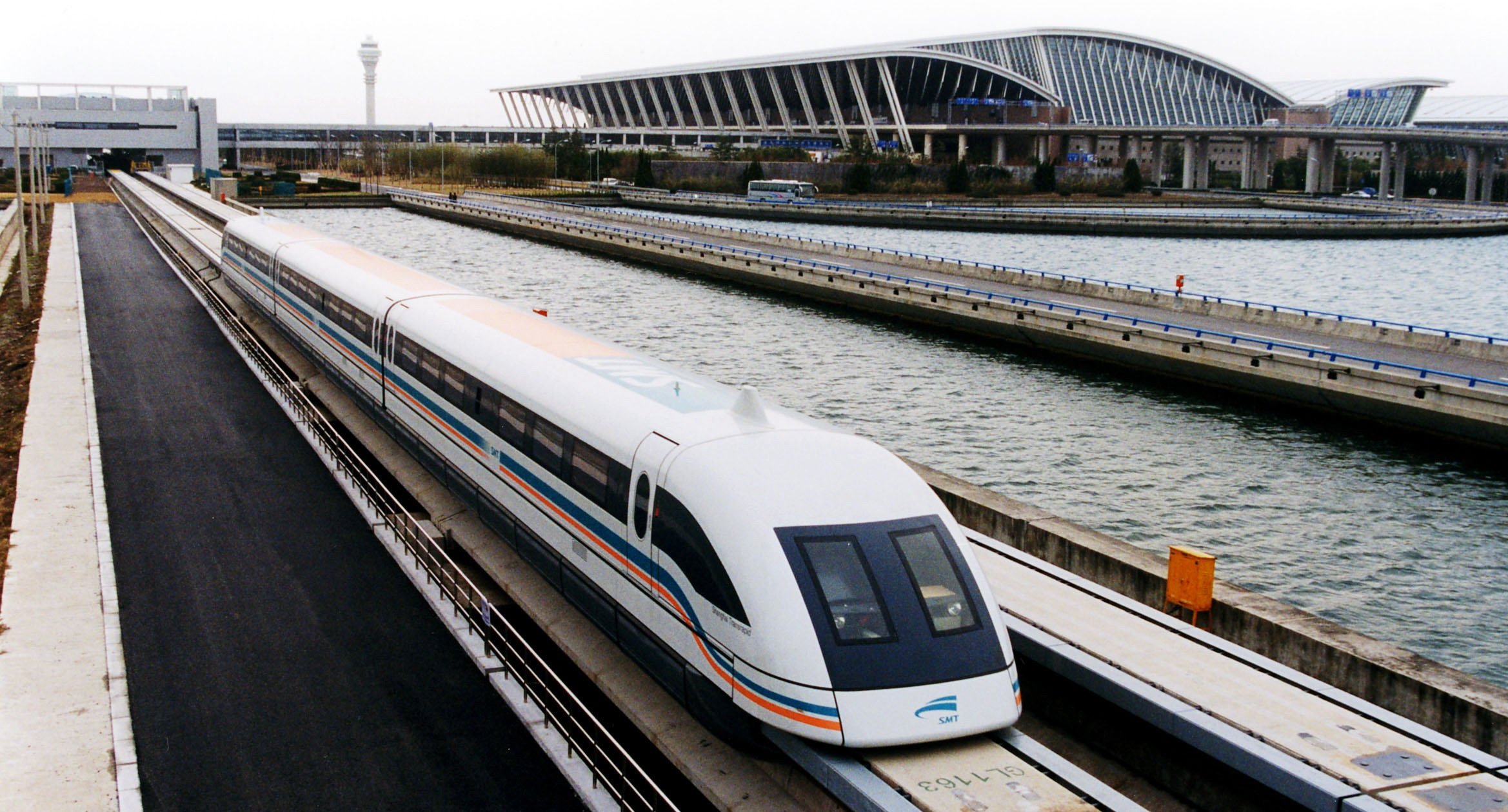
El tren Transrapid saliendo del Aeropuerto Internacional de Shanghái-Pudong

La estación de ferrocarril de Shanghái es el centro más importante del transporte ferroviario en Shanghái. La ciudad presenta excelentes conexiones con las urbes más importantes de su alrededor como Pekín (12 horas de viaje) o Hong Kong (trayecto nocturno de 25 horas).
En cooperación con la municipalidad de Shanghái y SMT (Shanghai Maglev Transportation Development Co.), los alemanes de Transrapid construyeron el Shanghai Maglev, el primer tren de levitación magnética o Maglev comercial del mundo en 2002, desde la estación de la calle Longyang hasta el Aeropuerto Internacional de Pudong. Los 30 km del trayecto se recorren en 7 minutos y 21 segundos, alcanzando una velocidad máxima de 431 km/h.
El Metro de Shanghái es uno de los sistemas de mayor y más rápido crecimiento del mundo (la primera línea abrió sus puertas en 1995).

### Aeropuertos
Shanghái tiene dos aeropuertos: Aeropuerto Internacional de Hongqiao y Aeropuerto Internacional de Shanghái-Pudong, siendo el segundo el que tiene el tercer mayor tráfico en China. Pudong maneja más tráfico internacional que Pekín con más de 17,15 millones de pasajeros gestionados en 2006 por los 12,6 millones de pasajeros que recibió el aeropuerto de la capital. Está situado a 30 km al sureste de Shanghái y fue inaugurado el 1 de octubre de 1999. Tiene tres terminales y es sede de la compañía nacional Air China, ubicada en la moderna T2, cuyos 485 000 m² de superficie construida duplica en tamaño a la T1.
El Aeropuerto Internacional de Hongqiao, por su parte, fue el aeropuerto más importante de la ciudad antes de la construcción del de Pudong. Está situado a 18 km al suroeste y sirve principalmente las rutas nacionales e internacionales directas a Tokio en el aeropuerto de Haneda, Hong Kong, Macao y la ciudad de Seúl.

### Carreteras
Las autopistas más importantes de Shanghái reciben su nombre de los puntos a los que conecta. Dos de las principales son la Shanghái-Nankín y la Shanghái-Pekín. Más de seis autopistas nacionales (con el prefijo «G») de Pekín y de la región en torno a Shanghái se conectan a la ciudad. Shanghái tiene seis vías rápidas elevadas gratuitas (skyways) en el núcleo urbano y 18 municipales rápidas (con el prefijo «A»). Existen ambiciosos planes para construir vías rápidas de conexión de Shanghái con la isla de Chongming el núcleo urbano y se van a mejorar los enlaces a localidades próximas como Zhouzhuang, Suzhou, Hangzhou, Nankín y Ningbo.

### Servicios de transporte

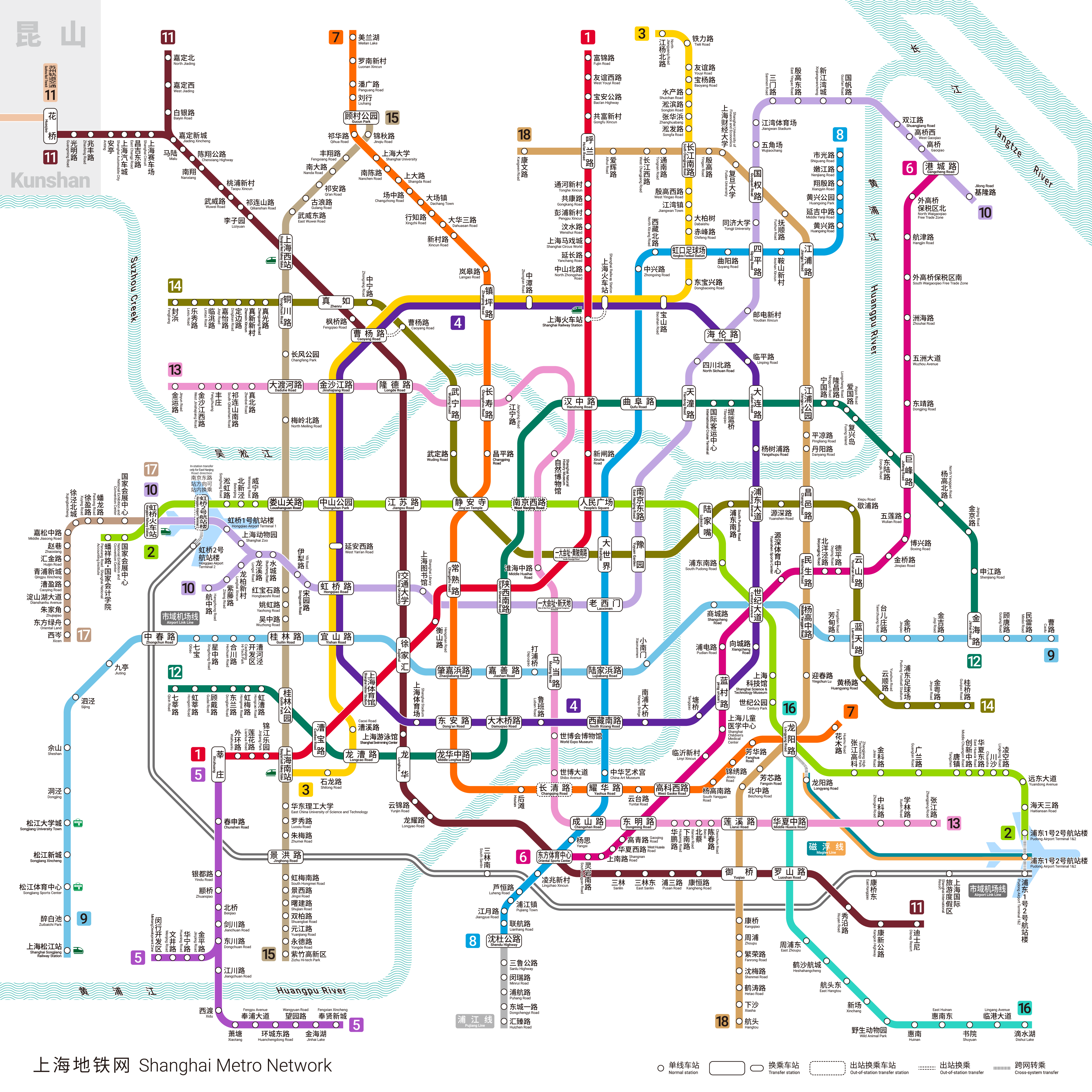
Mapa esquemático del Metro de Shanghái

Shanghái cuenta con un amplio sistema de transporte público, basado principalmente en autobuses, y una rápida expansión del sistema de metro. Para una ciudad del tamaño de Shanghái, el tráfico por carretera es bastante suave y cómodo, pero cada vez más seriamente amenazado por el rápido aumento del uso coche privado.
El metro de Shanghái y el metro ligero cuenta con dieciocho líneas a noviembre del 2021. De acuerdo con el calendario de desarrollo del gobierno municipal, para el año 2035 más líneas se añadirán para dar una extensión total al sistema de alrededor de 2,000 km. Las tarifas del autobús y metro van desde los 3 a los 9 yuanes, dependiendo de la distancia. En 2007 pasaron una media de 2,18 millones de pasajeros diarios por el metro de Shanghái.
Los taxis en Shanghái son abundantes y la competencia en el mercado ha impulsado precios asequibles para el residente medio (¥11 y ¥14 después de las 11 p. m.).
Antes de la década de 1990, la bicicleta era el medio de transporte más popular de Shanghái, pero la ciudad ha prohibido que muchas bicicletas transiten en las calles principales "para aliviar la congestión de tráfico". Sin embargo, muchas calles tienen carriles ciclables y algunas intersecciones están equipadas con «Asistentes de tráfico» que ayudan a proporcionar mayor seguridad en el cruce. Con el aumento del poder adquisitivo de los ciudadanos, el automóvil propio ha experimentado un gran crecimiento en Shanghái en los últimos años. El número de turismos se limita, sin embargo, por el número de placas de matrícula disponible en una subasta pública. Shanghái también tiene el sistema de autobús más grande del mundo con casi mil líneas de autobuses.

## Cultura

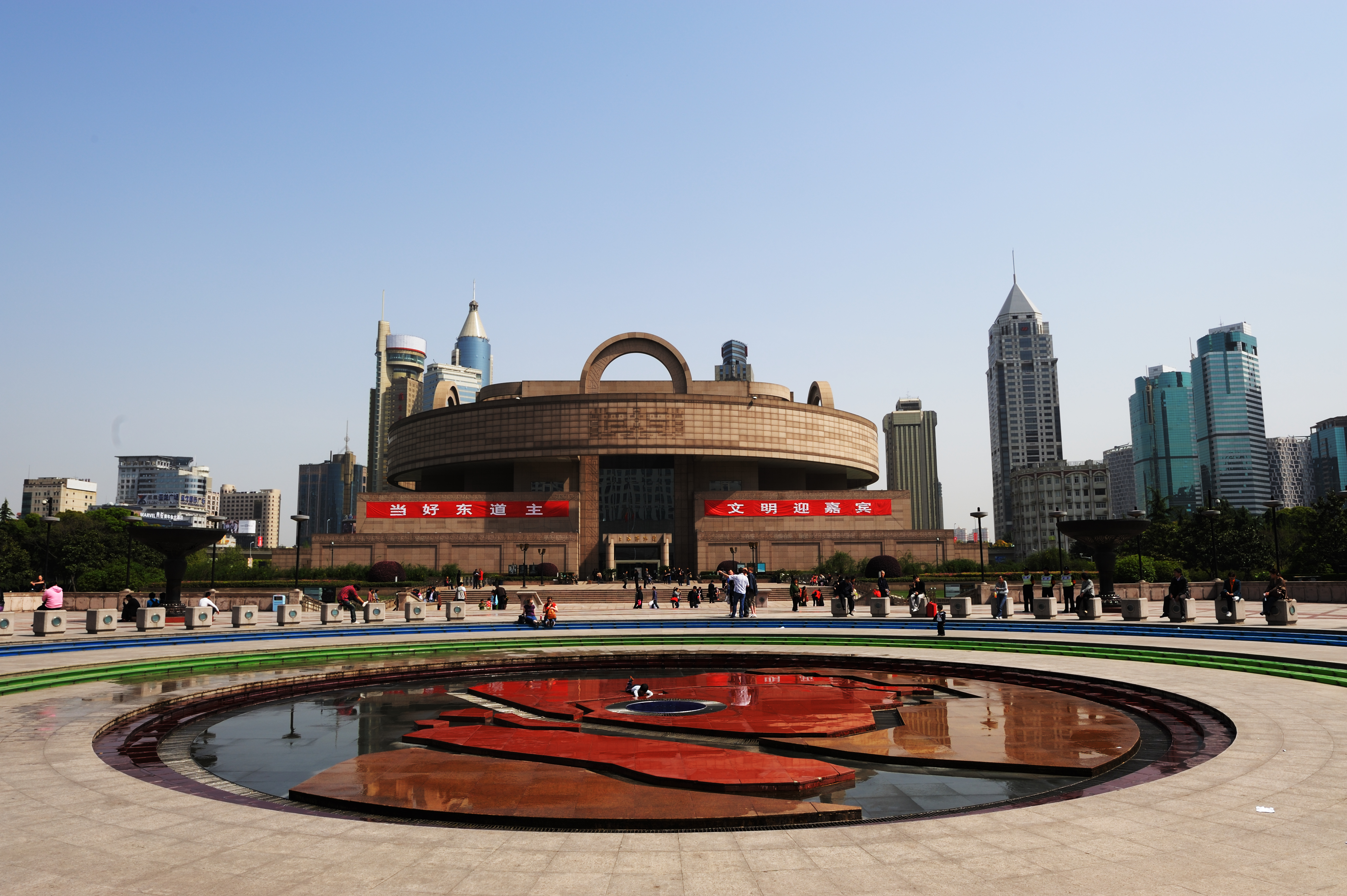
El Museo de Shanghái, ubicado en la Plaza del Pueblo

Se distinguen tres etapas fundamentales en la evolución cultural de Shanghái: la anterior a la finalización de la Segunda Guerra Mundial culminada con la llegada al poder del comunismo, la que permaneció bajo la férrea vigilancia del gobierno comunista y la posterior al dominio de estos.
Antes de la guerra, el esplendor literario fue notable. El escritor Lu Xun abrió el camino de la literatura moderna china durante el tiempo que pasó en Shanghái, influenciando a numerosos autores chinos. Lu Xun cuenta con un museo dedicado a su persona situado en la casa de Shangying Lu, lugar en el que pasó sus últimos años de vida. En la escena cinematográfica, películas como El embrujo de Shanghái (1941), de Josef von Sternberg, o La dama de Shanghái (1948), de Orson Welles, dieron de Shanghái una imagen como de ciudad del vicio. Bajo el dominio comunista, la producción cinematográfica local fue muy escasa, paralela a la del resto del país.
Actualmente se observa la gran importancia de las series de televisión, que representan la vida de los habitantes de Shanghái. Oda a la Alegría es una de las más populares, que describen la vida de 5 chicas en Shanghái y representan problemas económicos, de choque de culturas, de la importancia de las apariencias en la cultura china actual, etc.
Shanghái dispone de una amplia oferta cultural en la que destacan la Compañía de Ballet de Shanghái, la Orquesta Sinfónica de Shanghái, la Orquesta Filarmónica de Shanghái y la Shanghái Municipal Performance Company. Los edificios más notables son el Auditorio de Shanghái, el Majestic Theatre y, especialmente, el Gran Teatro de Shanghái, que es el epicentro de la escena musical y teatral de la ciudad. En estos dos últimos edificios suelen representarse óperas tanto tradicionales como modernas, ya que son una de las grandes pasiones de la población de Shanghái.

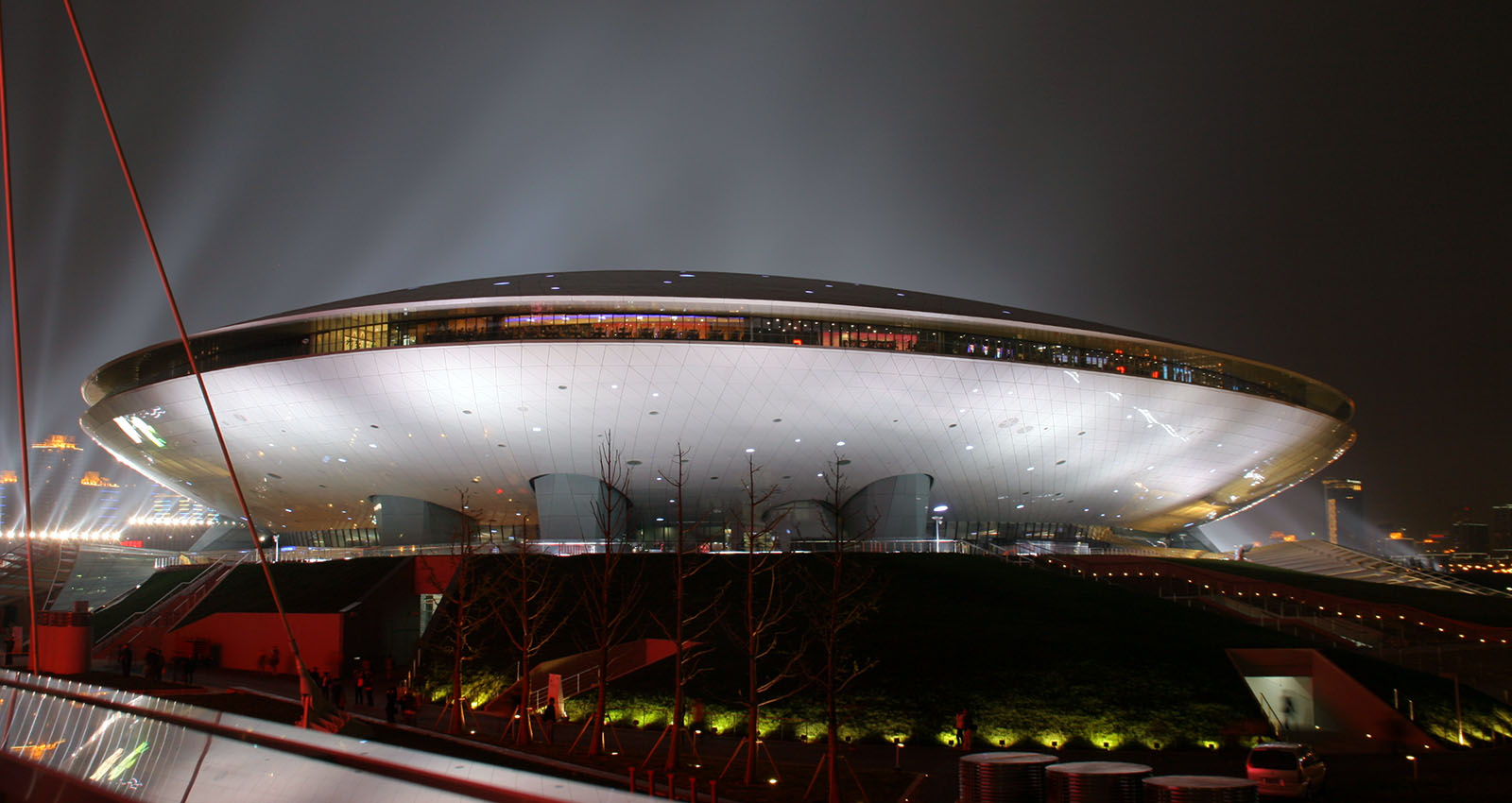
El Mercedes-Benz Arena, antes Centro Cultural de la Expo durante la Exposición Universal de Shanghái de 2010

La arquitectura local dispone de un amplio y variado abanico de estilos arquitectónicos. El Bund, situado a la orilla del río Huangpu, contiene una rica colección de edificios de comienzos de siglo XX, otros neoclásicos como el HSBC Building o art decó como la Sassoon House, edificio incluido actualmente en el Peace Hotel. Varias zonas de la antigua concesión extranjera están bien conservadas e incluso, a pesar del rápido crecimiento de la ciudad, el centro histórico aún posee edificios de estilo tradicional como el Jardín Yuyuan. Recientemente, se ha desarrollado una importante cantidad de nuevos estilos arquitectónicos que van de lo excéntrico hasta modernos y futuristas rascacielos. Algunos ejemplos de las nuevas tendencias arquitectónicas son los anteriormente citados Museo de Shanghái o el Gran Teatro de Shanghái.

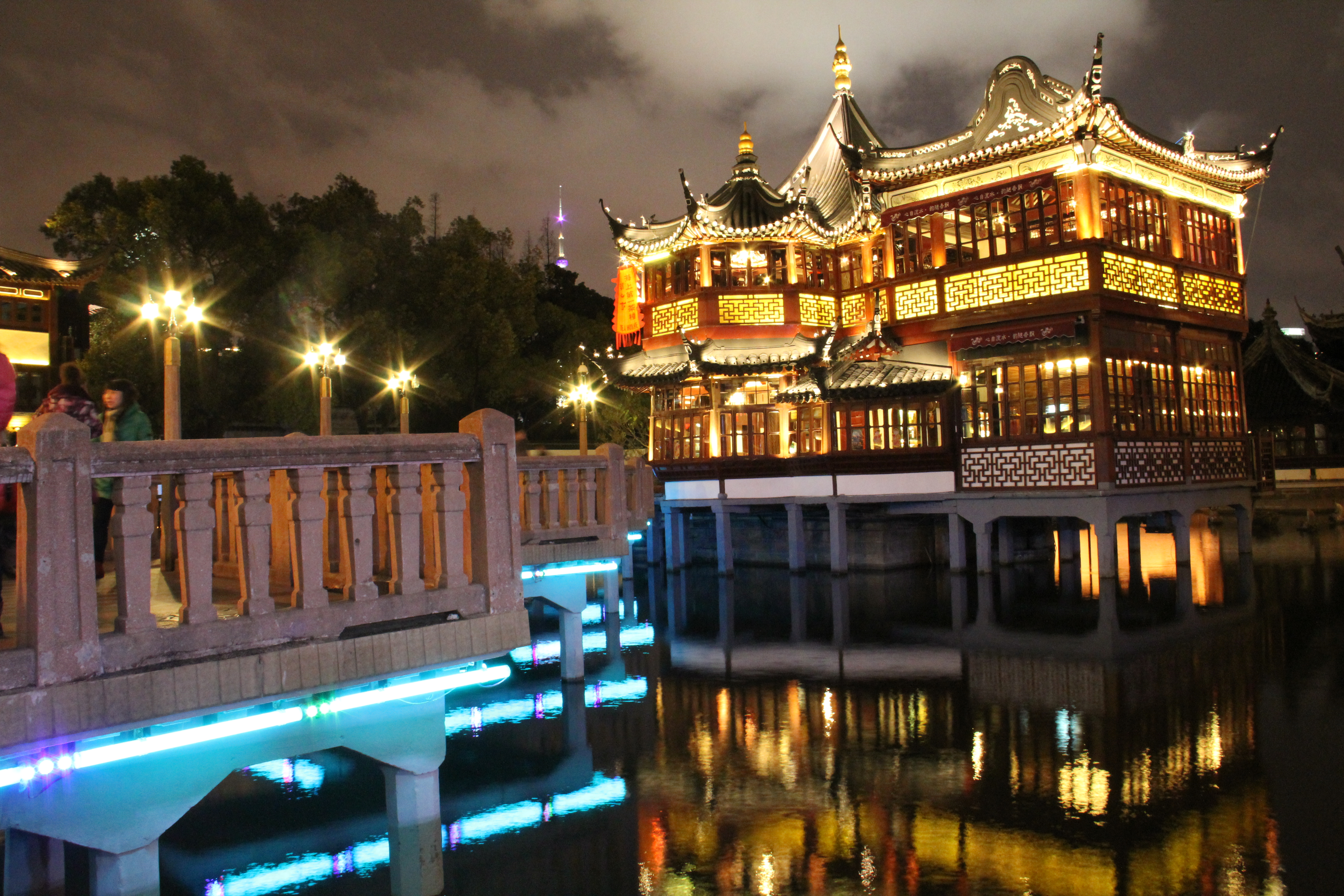
La Casa de Té en Medio del Estanque, uno de los edificios más típicos de Shanghái, en las proximidades del Jardín Yuyuan

El único elemento cultural puramente de Shanghái son las shikumen (石库门), las casas tradicionales. Cada residencia está conectada y organizada en callejones rectos, conocidos como nòngtang (弄堂). Este tipo de edificación guarda cierto parecido a las típicas terraced houses y los petit hôtel de los países anglosajones, distinguidas por el alto y pesado muro de ladrillo frontal de cada casa. El nombre shikumen significa, literalmente, ‘puerta de piedra’.
En cuanto a rascacielos, la Torre de Shanghái, en el distrito de Pudong,  corona el skyline de la ciudad, con 632 metros de altura y 118 plantas. Hasta su construcción, el Shanghai World Financial Center (de 492 metros de altitud) era el rascacielos más grande de China. En la misma zona de Pudong, concretamente en el área de Luijiazui, se encuentra la icónica Torre Perla Oriental, uno de los símbolos de Shanghái, que mide 468 metros de alto. 

### Museos
Desde el año 2013 y de acuerdo a los ordenamientos de los más recientes planes quinquenales del gobierno chino, la ciudad ha visto un rápido desarrollo en su infraestructura cultural, ya que para el 2018 se esperaba que Shanghái fuése una "ciudad de excelencia global", dando así el impulso necesario para la aparición de nuevos museos por toda la ciudad.
Dentro de Shanghái el museo más importante es sin dudas el Museo de Shanghái, el Museo de Arte de China o el Museo Municipal de Historia de Shanghái. El primero contiene más de 120.000 piezas históricas chinas expuestas en sus cuatro plantas. Fue inaugurado en 1952 y reconstruido en 1994. Su muestra es enteramente china, representando la cronología de la historia china mediante la cerámica, escultura, pintura o caligrafía. Es uno de los museos más importantes de China. Por otra parte, el Museo Municipal de Historia de Shanghái es el más moderno y caro de la ciudad. Ofrece a sus visitantes un recorrido por la historia de la ciudad mediante el uso de las nuevas tecnologías
En 2021 la ciudad agregó a su acervo cultural el impresionante Museo de Astronomía de Shanghái el cual se convertirá en el museo más gran de mundo dedicado al entendimiento del espacio no solo de China, sino del mundo entero.

### Religión
Debido a su historia cosmopolita, Shanghái cuenta con una rica mezcla del patrimonio religioso, como se muestra en los edificios e instituciones religiosas esparcidas por toda la ciudad. El taoísmo tiene una gran importancia con presencia en templos como el de la ciudad de Dios, en el corazón de la antigua ciudad, y otro dedicado a la de los Tres Reinos de Guan Yu. Wenmiao (文庙) es un templo dedicado a Confucio en el distrito Huangpu. El budismo ha tenido presencia en Shanghái desde la antigüedad. Otro templo importante es el Templo del Buda de Jade, que lleva el nombre de una gran estatua de Buda esculpida en jade, a este templo se le agrega otro templo de alta importancia para la ciudad que es el Templo Jing´an construido en el año 247. En las últimas décadas, decenas de templos modernos se han construido en toda la ciudad. Una religión predominante en Shanghái es el budismo Mahāyāna, y el taoísmo. Por su parte el islam llegó a Shanghái hace setecientos años y una mezquita fue construida en 1295 en el distrito de Songjiang. Shanghái tiene el mayor porcentaje de católicos en China continental. Entre las iglesias católicas, la catedral de San Ignacio (徐家汇圣依纳爵主教座堂). En otras creencias cristianas incluyen las ortodoxas y protestantes. Durante la Segunda Guerra Mundial miles de judíos llegaron a Shanghái en un esfuerzo por huir del régimen de Hitler.

### Gastronomía
La gastronomía de Shanghái (上海菜), conocida también como hu cai (滬菜, pinyin: hù cài) es una variedad de cocina china, y no solo circunscrita a la ciudad de Shanghái sino que es muy popular entre los habitantes de China. la comida de esta zona es muy dulce, la más dulce de todo el país según los habitantes chinos. Destaca la variedad de 饺子 (jiaozi) que en la zona de Shanghái es una empanadilla que incorpora sopa dentro. Durante todo el año se comen los 月饼 (yuebing) salados, pastelitos de hojaldre con relleno de carne o gambas. En el sur se comen salados y en el norte, dulces.
Algunos argumentan que se puede decir que no posee una cocina con identidad propia, se trata de un refinamiento o modificación de las gastronomías vecinas de las provincias adyacentes de Jiangsu y Zhejiang.

### Deportes

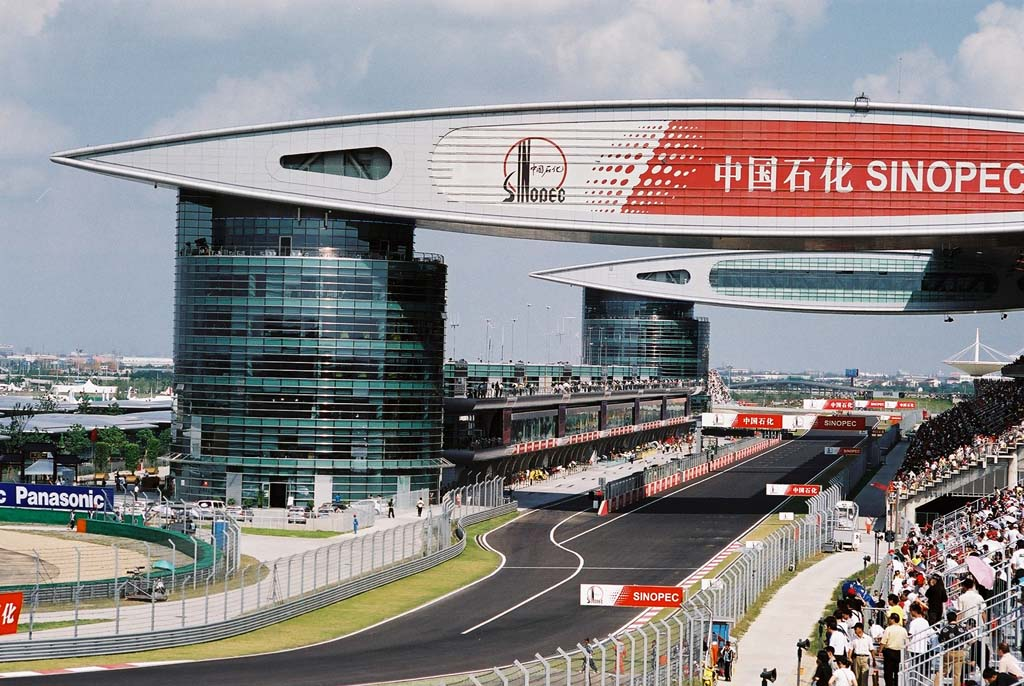
Circuito Internacional de Shanghái

El equipo de fútbol local es el Shanghái Shenhua y fue fundado en 1993. Otro club más reciente de la misma ciudad es el Shanghái Port y ambos juegan en la Superliga China. Otro deporte de igual importancias es el baloncesto y el equipo local es el Shanghai Sharks y compite en la Chinese Basketball Association. El equipo de hockey es el China Dragon y es miembro de la Liga asiática de Hockey sobre hielo el cual incluye a los países de China, Japón y Corea del Sur.
En Shanghái tiene lugar una carrera de Fórmula 1, el Gran Premio de China.
Además, la ciudad recibe anualmente el Masters de Shanghái que forma parte de la serie de torneos Masters 1000 de la ATP World Tour el cual en su año inaugural recibió el premio al mejor torneo Masters 1000 del año, votado por los propios jugadores de la ATP.

## Ciudades hermanadas
Shanghái está hermanada con las siguientes ciudades y regiones:
- Puerto Escondido (México)
- Yokohama (Japón)
- Osaka (Japón)
- Milán (Italia)
- Róterdam (Países Bajos)
- San Francisco (Estados Unidos)
- Prefectura de Osaka (Japón)
- Zagreb (Croacia)
- Hamhung (Corea del Norte)
- Manila (Filipinas)
- Gran Manila (Filipinas)
- Amberes (Bélgica)
- Caracas (Venezuela)
- Karachi (Pakistán)
- Chicago (Estados Unidos)
- Montreal (Canadá)
- El Pireo (Grecia)
- Gdansk (Polonia)
- Voivodato de Pomerania (Polonia)
- Prefectura de Nagasaki (Japón)
- Hamburgo (Alemania)
- Casablanca (Marruecos)
- Agadir (Marruecos)
- Gotemburgo (Suecia)
- Yao (Japón)
- Marsella (Francia)
- Hirakata (Japón)
- São Paulo (Brasil)
- San Petersburgo (Rusia)
- Estambul (Turquía)
- Queensland (Australia)
- Ciudad Ho Chi Minh (Vietnam)
- Alejandría (Egipto)
- Bogotá (Colombia)
- Pusan (Corea del Sur)
- Vladivostok (Rusia)
- Port Vila (Vanuatu)
- Dunedin (Nueva Zelanda)
- Haifa (Israel)
- Taskent (Uzbekistán)
- Neyagawa (Japón)
- Izumisano (Japón)
- Oporto (Portugal)
- Adén (Yemen)
- Windhoek (Namibia)
- Santiago de Cuba (Cuba)
- Londres (Reino Unido)
- Región Metropolitana de Santiago (Chile)
- Jeolla del Sur (Corea del Sur)
- Provincia de Santiago de Cuba (Cuba)
- Rosario (Argentina)
- Montevideo (Uruguay)
- Espoo (Finlandia)
- Jalisco (México)
- Guadalajara (México)
- Okahandja (Namibia)
- Maputo (Mozambique)
- Liverpool (Reino Unido)
- Dubái (Emiratos Árabes Unidos)
- Chiang Mai (Tailandia)
- KwaZulu-Natal (Sudáfrica)
- Guayaquil (Ecuador)
- Valparaíso (Chile)
- Barcelona (España)
- Oslo (Noruega)
- Constanza (Rumania)
- Lombardía (Italia)
- Argel (Argelia)
- Ensenada (México)
- Colombo (Sri Lanka)
- Distrito de Århus (Dinamarca)
- Región de Bratislava (Eslovaquia)
- Distrito de Hauraki (Nueva Zelanda)
- Jeolla del Norte (Corea del Sur)
- Salzburgo (Austria)
- Nicosia (Chipre)
- Cork (Irlanda)
- Houston (Estados Unidos)
- Java Oriental (Indonesia)
- Winston-Salem (Estados Unidos)
- San Felipe de Puerto Plata (República Dominicana)
- Gran Londres (Reino Unido)
- Basilea (Suiza)
- Nizhnevartovsk (Rusia)
- Borås (Suecia)
- Acayucan (México)
- Sarajevo (Bosnia y Herzegovina)
- Ródano-Alpes (Francia)
- Phnom Penh (Camboya)
- Herat (Afganistán)
- Ereván (Armenia)
- Manaos (Brasil)
- Lima (Perú)
- Quezaltepeque (El Salvador)
- Mexicali (México)
- Al-Muharraq (Baréin)
- Lille (Francia)
- Praga (República Checa)